# جائزة أستراليا الكبرى 1928
جائزة أستراليا الكبرى 1928 هو سباق فورمولا 1 أقيم بتاريخ 31 مارس 1928 في فيكتوريا.